# Takaoia kubotai
Takaoia kubotai is een hooiwagen uit de familie Epedanidae.